# Markus Leitner

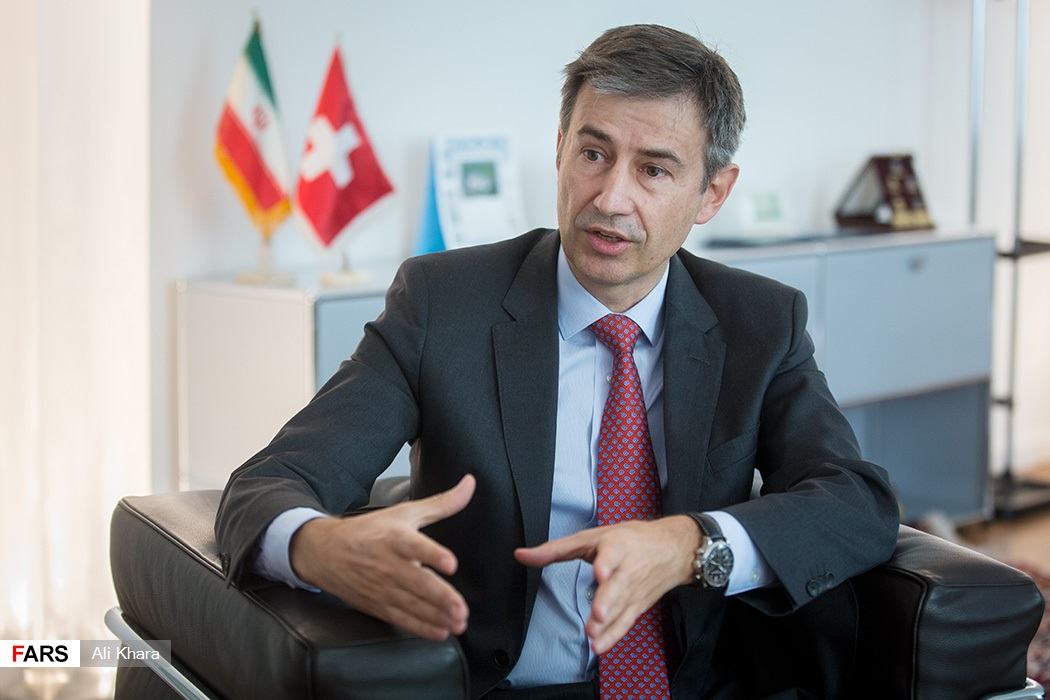
Botschafter Markus Leitner

Markus Leitner (* um 1966) ist ein Schweizer Diplomat und seit 2021 Botschafter im Vereinigten Königreich.

## Biografie
Leitner kommt aus Zürich und  studierte Ökonomie. Er arbeitete in der Industrie, dem Handel und dem Finanzsektor, bis er 1996 zum Eidgenössisches Departement für auswärtige Angelegenheiten (EDA) wechselte. Dort war er dafür verantwortlich, die Schweiz von der Rolle als Drehscheibe für Blutdiamanten zu befreien. 
Er war auf Einsätzen in Südafrika und Chile.
2013 wurde er zum Botschafter in Ägypten ernannt, dann zum Botschafter im Iran und 2021 zum Botschafter im Vereinigten Königreich.
Leitner hat zwei erwachsene Kinder.